# 立田悠悟
立田 悠悟（たつた ゆうご、1998年6月21日 - ）は、静岡県静岡市清水区出身のプロサッカー選手。 Jリーグ・ファジアーノ岡山所属。 ポジションはディフェンダー（センターバック）。 元日本代表。

## 来歴

### プロ入り前
小学生時代は静岡市立清水入江小学校で6年間を過ごす。(4年生の時、入江SSSから清水クラブに移籍)中学時代からは清水エスパルス下部組織でプレー。静岡市立清水第八中学校を経て静岡県立清水西高等学校に入学し、高校在学中に清水エスパルストップチームに昇格。

### 清水エスパルス
2017年、清水エスパルスに入団。同年の3月15日、ルヴァンカップグループステージ 第1節の柏レイソル戦でプロデビューを果たした。
2018年2月25日、開幕戦の鹿島アントラーズ戦でリーグ戦デビューを果たした。3月3日、第2節のヴィッセル神戸戦でプロ入り初得点を決めた。その後も本職ではないサイドバックながら開幕から5試合先発を続けた。

### 柏レイソル
2023年、柏レイソルへ完全移籍。

### ファジアーノ岡山
2025年、ファジアーノ岡山へ完全移籍。

### 日本代表
2018年8月に開催されたアジア大会では3バックの真ん中で準優勝に貢献し、FOXスポーツアジアによるベストイレブンに選出された。
2019年5月24日、コパ・アメリカに臨む東京五輪世代中心で構成された日本代表に初選出された。6月21日、コパ・アメリカ第2戦のウルグアイ戦に途中出場し、代表デビューを果たした。

## 所属クラブ
- 入江SSS
- 清水クラブSS (静岡市立清水入江小学校)
- 清水エスパルスジュニアユース(静岡市立清水第八中学校)
- 清水エスパルスユース(静岡県立清水西高等学校)
- 2017年 - 2022年  清水エスパルス
- 2023年 - 2024年  柏レイソル
- 2025年 - ファジアーノ岡山

## 個人成績
| 国内大会個人成績 | 国内大会個人成績 | 国内大会個人成績 | 国内大会個人成績 | 国内大会個人成績 | 国内大会個人成績 | 国内大会個人成績 | 国内大会個人成績 | 国内大会個人成績 | 国内大会個人成績 | 国内大会個人成績 | 国内大会個人成績 |
| 年度             | クラブ           | 背番号           | リーグ           | リーグ戦         | リーグ戦         | リーグ杯         | リーグ杯         | オープン杯       | オープン杯       | 期間通算         | 期間通算         |
| 年度             | クラブ           | 背番号           | リーグ           | 出場             | 得点             | 出場             | 得点             | 出場             | 得点             | 出場             | 得点             |
| 日本             | 日本             | 日本             | 日本             | リーグ戦         | リーグ戦         | リーグ杯         | リーグ杯         | 天皇杯           | 天皇杯           | 期間通算         | 期間通算         |
| ---------------- | ---------------- | ---------------- | ---------------- | ---------------- | ---------------- | ---------------- | ---------------- | ---------------- | ---------------- | ---------------- | ---------------- |
| 2017             | 清水             | 33               | J1               | 0                | 0                | 3                | 0                | 0                | 0                | 3                | 0                |
| 2018             | 清水             | 28               | J1               | 25               | 1                | 2                | 0                | 2                | 0                | 29               | 1                |
| 2019             | 清水             | 2                | J1               | 26               | 0                | 4                | 0                | 4                | 0                | 34               | 0                |
| 2020             | 清水             | 2                | J1               | 29               | 2                | 1                | 0                | -                | -                | 30               | 2                |
| 2021             | 清水             | 2                | J1               | 18               | 0                | 8                | 0                | 3                | 0                | 29               | 0                |
| 2022             | 清水             | 2                | J1               | 26               | 0                | 4                | 0                | 2                | 0                | 32               | 0                |
| 2023             | 柏               | 50               | J1               | 20               | 0                | 3                | 0                | 3                | 0                | 26               | 0                |
| 2024             | 柏               | 50               | J1               | 14               | 0                | 4                | 1                | 2                | 0                | 20               | 1                |
| 2025             | 岡山             | 2                | J1               |                  |                  |                  |                  |                  |                  |                  |                  |
| 通算             | 日本             | 日本             | J1               | 158              | 3                | 29               | 1                | 16               | 0                | 203              | 4                |
| 総通算           | 総通算           | 総通算           | 総通算           | 158              | 3                | 29               | 1                | 16               | 0                | 203              | 4                |

出場歴
- Jリーグ初出場 - 2018年2月25日 J1第1節 鹿島アントラーズ戦 (IAIスタジアム日本平)
- Jリーグ初得点 - 2018年3月3日 J1第2節 ヴィッセル神戸戦 (ノエビアスタジアム神戸)

## タイトル

### 個人
- 日本クラブユースサッカー選手権(U-18)大会・MIP（2016年）

## 代表歴

### 出場大会
- U-17日本代表
  - 第22回バツラフ・イェジェク国際ユーストーナメント（2015年）
- U-19日本代表
  - トゥーロン国際大会（2017年）
- U-20日本代表
  - AFC U-23選手権2018 (予選)（2017年）
  - M-150カップ（2017年）
- U-21日本代表
  - AFC U-23選手権（2018年）
  - スポーツ・フォー・トゥモロー（SFT）プログラム 南米・日本U-21サッカー交流（2018年）
  - アジア競技大会（2018年）
  - ドバイカップU-23（2018年）
- U-22日本代表
  - AFC U-23選手権2020 (予選)（2019年）
  - 北中米遠征（2019年）
  - ブラジル遠征（2019年）
  - キリンチャレンジカップ（2019年）
- U-23日本代表
  - AFC U-23選手権（2020年）
- 日本代表
  - コパ・アメリカ2019（2019年）

### 試合数
- 国際Aマッチ 1試合 0得点（2019年）

| 日本代表 | 国際Aマッチ | 国際Aマッチ |
| 年       | 出場        | 得点        |
| -------- | ----------- | ----------- |
| 2019     | 1           | 0           |
| 通算     | 1           | 0           |

### 出場
| No. | 開催日        | 開催都市       | スタジアム             | 対戦国     | 結果 | 監督   | 大会               |
| --- | ------------- | -------------- | ---------------------- | ---------- | ---- | ------ | ------------------ |
| 1.  | 2019年6月20日 | ポルトアレグレ | アレーナ・ド・グレミオ | ウルグアイ | △2-2 | 森保一 | コパ・アメリカ2019 |